# 3 juli
3 juli is de 184ste dag van het jaar (185ste dag in een schrikkeljaar) in de gregoriaanse kalender. Hierna volgen nog 181 dagen tot het einde van het jaar.

## Gebeurtenissen
- Algemeen
  - 1608 - De stad Quebec wordt gesticht door Samuel de Champlain als hoofdstad van de kolonie Nieuw-Frankrijk.
  - 1976 - Begin van Operatie Entebbe, een Israëlische actie om de passagiers te bevrijden uit een gekaapte Airbus van Air France op het vliegveld van Entebbe.
  - 1988 - Iran Air-vlucht 655 wordt neergehaald door een luchtdoelraket afkomstig van de Amerikaanse kruiser Vincennes. Alle 290 inzittenden komen om het leven.
  - 1993 - Huwelijk van erfprins Alois van Liechtenstein en prinses Sophie in Beieren in Vaduz.
  - 2006 - Metro ontspoort in Valencia.
  - 2013 - De stoffelijke resten van drie kinderen van oud-president Nelson Mandela van Zuid-Afrika worden opgegraven uit een landgoed van Mandela's kleinzoon Mandla en teruggebracht naar hun oorspronkelijke graf.
  - 2017 - Bij een busongeluk in Duitsland komen achttien reizigers om het leven. De touringcar met senioren knalde achterop bij een vrachtwagen.
  - 2023 - De gemiddelde wereldwijde temperatuur komt voor het eerst sinds de metingen begonnen boven de 17 °C uit.[1]

- Media
  - 1996 - Folkert Jensma wordt benoemd tot hoofdredacteur van NRC Handelsblad als opvolger van Ben Knapen.

- Muziek
  - 2025 - Op een grote weide in het Belgische dorpje Werchter begint de vijftigste jubileum-editie van het vierdaagse muziekfestival Rock Werchter. Op de eerste dag treden onder meer de 78-jarige rock- en punkzanger Iggy Pop en de rockband Linkin Park met zangeres Emily Armstrong op.[2]

- Oorlog
  - 324 - Slag bij Adrianopel: Keizer Constantijn de Grote verslaat zijn rivaal Licinius bij Byzantium.
  - 1940 - De Britse Royal Navy vernietigt een deel van de Franse vloot tijdens de aanval op Mers-el-Kébir.

- Politiek
  - 1428 - Zoen van Delft: Een vredesverdrag maakt een voorlopig einde aan de Hoekse en Kabeljauwse twisten.
  - 1623 - Claes Michielsz Bontenbal wordt in Rotterdam onthoofd, vanwege zijn bijdrage in een complot tegen prins Maurits.
  - 1890 - Idaho treedt als 43ste staat toe tot de VS.[3]
  - 1918 - Suze Groeneweg wordt als eerste vrouwelijke lid van de Tweede Kamer verkozen.
  - 1946 - In Nederland wordt het eerste kabinet-Beel beëdigd, de eerste normale naoorlogse regering na het 'noodkabinet' Schermerhorn-Drees.
  - 1962 - Algerije wordt onafhankelijk van Frankrijk.
  - 1974 - Met de ontruiming van paviljoen Lorentz komt een eind aan een al jaren slepend conflict rond Dennendal, de zwakzinnigenafdeling van de Willem Arntszhoeve in Den Dolder.
  - 1990 - Ontmoeting tussen Nelson Mandela en Margaret Thatcher.
  - 1994 - Cambodjaanse autoriteiten weten een poging tot staatsgreep te verijdelen. Een van de coupleiders is een zoon van koning Norodom Sihanouk, ex-vice-premier prins Norodom Chakrapong.
  - 2001 - De Verenigde Vergadering van de Staten-Generaal van het Koninkrijk der Nederlanden verleent toestemming voor het huwelijk van Willem-Alexander, de Nederlandse prins van Oranje, met Máxima Zorreguieta.
  - 2012 - Zuid-Afrika benoemt Zenani Mandela-Dlamini, een dochter van de voormalige president Nelson Mandela, als ambassadeur in Argentinië.
  - 2017 - In Rotterdam krijgt de coalitie van Leefbaar Rotterdam, D66 en CDA tot de raadsverkiezingen van 21 maart 2018 gedoogsteun van de ChristenUnie-SGP. Dankzij die ene zetel heeft de coalitie haar nipte meerderheid weer terug.
  - 2025 - De nieuwe en omstreden Amerikaanse begrotingswet van president Donald Trump, bijgenaamd Big, Beautiful Bill, wordt goedgekeurd door het Huis van Afgevaardigden. Twee dagen eerder keurde de Senaat de wet ook goed.[4]

- Religie
  - 1747 - Paus Benedictus XIV creëert één nieuwe kardinaal, de Engelse Hertog van York en troonpretendent Hendrik Benedictus Stuart (22), kleinzoon van koning Jacobus II.
  - 1907 - Decreet Lamentabili Sanu Exitu van de Congregatie van de Inquisitie van de Romeinse Curie waarin 65 modernistische dwalingen worden veroordeeld.
  - 2008 - Het decreet dat een wonderbaarlijke genezing, toegeschreven aan de tussenkomst van pater Damiaan, wordt door de paus ondertekend.

- Sport
  - 1945 - IJVV IJsselmuiden wordt gesticht.
  - 1974 - Het Nederlands voetbalelftal wint met 2-0 van Brazilië bij het WK voetbal 1974 in West-Duitsland. Johan Neeskens en Johan Cruijff scoren in Dortmund.
  - 1982 - De Amerikaanse tennisster Martina Navrátilová wint het toernooi van Wimbledon door haar landgenote Chris Evert-Lloyd te verslaan.
  - 1983 - De Amerikaanse atleet Calvin Smith verbetert het ruim 14½ jaar oude record op de 100 m sprint met 0,02 s en brengt het op 9,93 s.
  - 1984 - Sovjet-atleet Joeri Sedych scherpt in Cork het wereldrecord kogelslingeren (84,14 meter) aan tot een afstand van 86,34 meter.
  - 2005 - Roger Federer wint voor de derde keer op rij het toernooi van Wimbledon.
  - 2009 - Opening van de 185 miljoen dollar kostende Astana Arena, een voetbalstadion in de Kazachse stad Nur-Sultan (toen Astana).
  - 2022 - Nederlander Dylan Groenewegen wint de derde etappe van de Tour de France, de rit van Vejle naar Sønderborg in Denemarken.

- Wetenschap en technologie
  - 1886 - Carl Benz maakt een proefritje met zijn eerste auto, te Mannheim.
  - 1889 - De paardentram van de UTM (Utrechtse Tram-Maatschappij) wordt feestelijk geopend.
  - 1898 - Oprichting van de Koninklijke Nederlandsche Automobiel Club (KNAC).
  - 1998 - Lancering met een M-5 raket door Japan Aerospace Exploration Agency (JAXA) vanaf Uchinoura Space Center van het Nozomi ruimtevaartuig voor een missie naar de planeet Mars.[5][6]
  - 2016 - In China wordt de laatste hand gelegd aan de schotel van FAST (Five hundred meter Aperture Spherical Telescope). Tot nu toe was de radiotelescoop in het Arecibo observatorium in Puerto Rico de grootste enkelvoudige telescoop ter wereld, maar FAST is ruimschoots groter en daarmee de nieuwe recordhouder.[7]

## Geboren

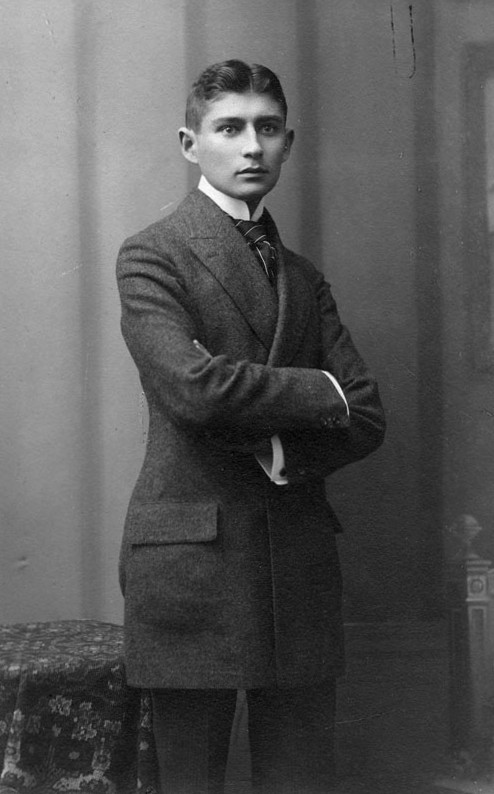
Franz Kafka
geboren in 1883

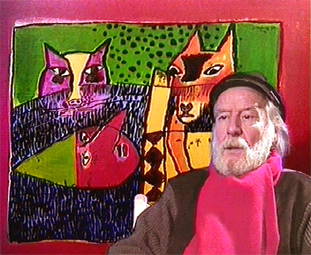
Corneille
geboren in 1922

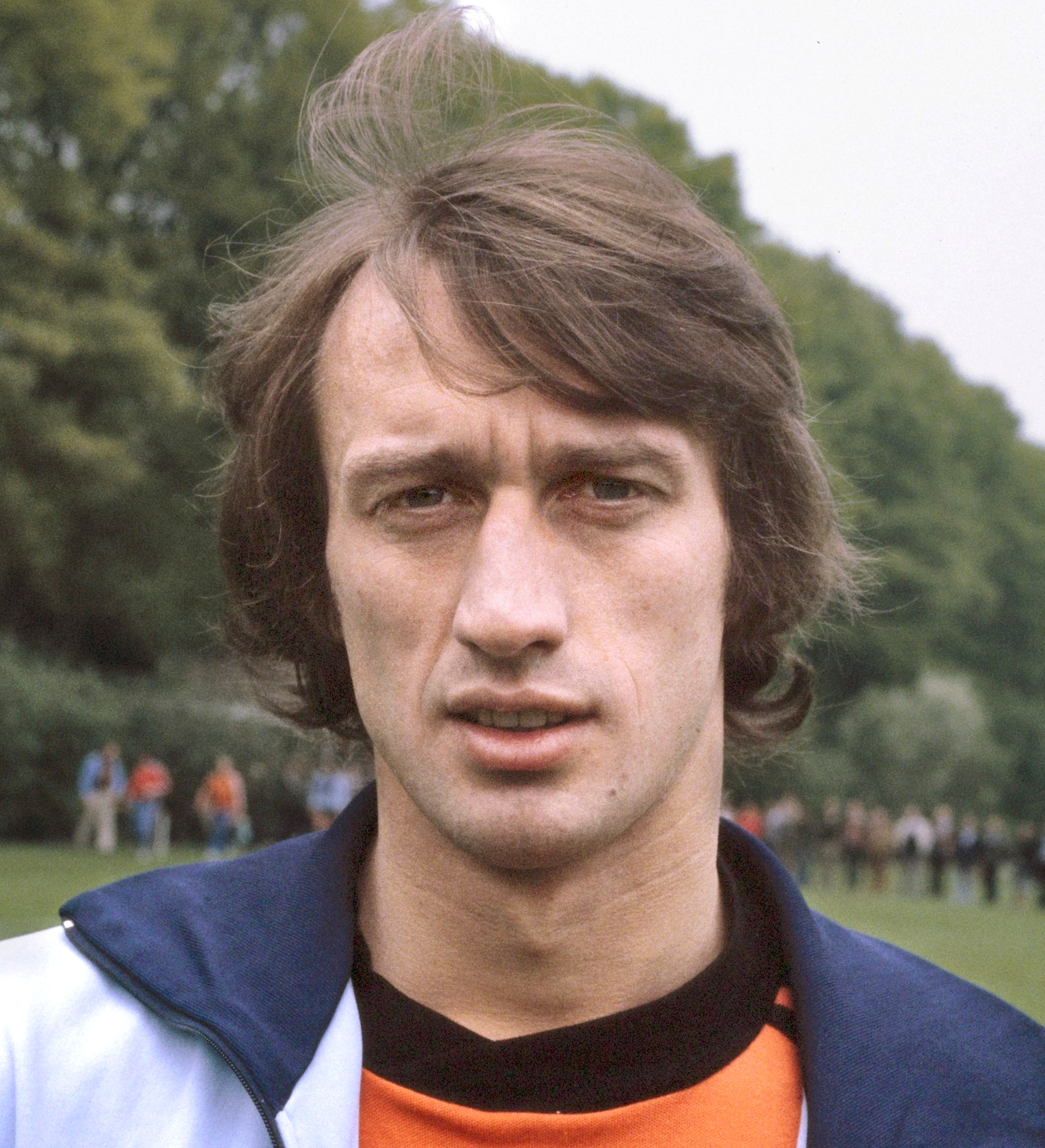
Rob Rensenbrink
geboren in 1947

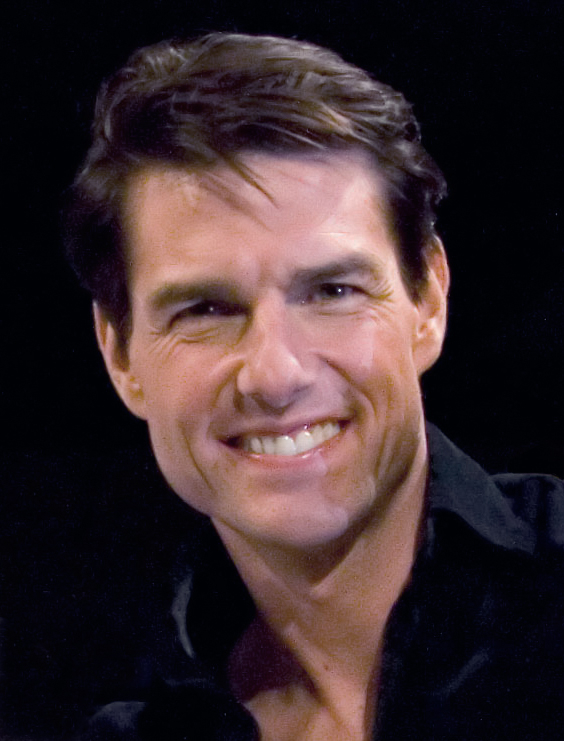
Tom Cruise
geboren in 1962

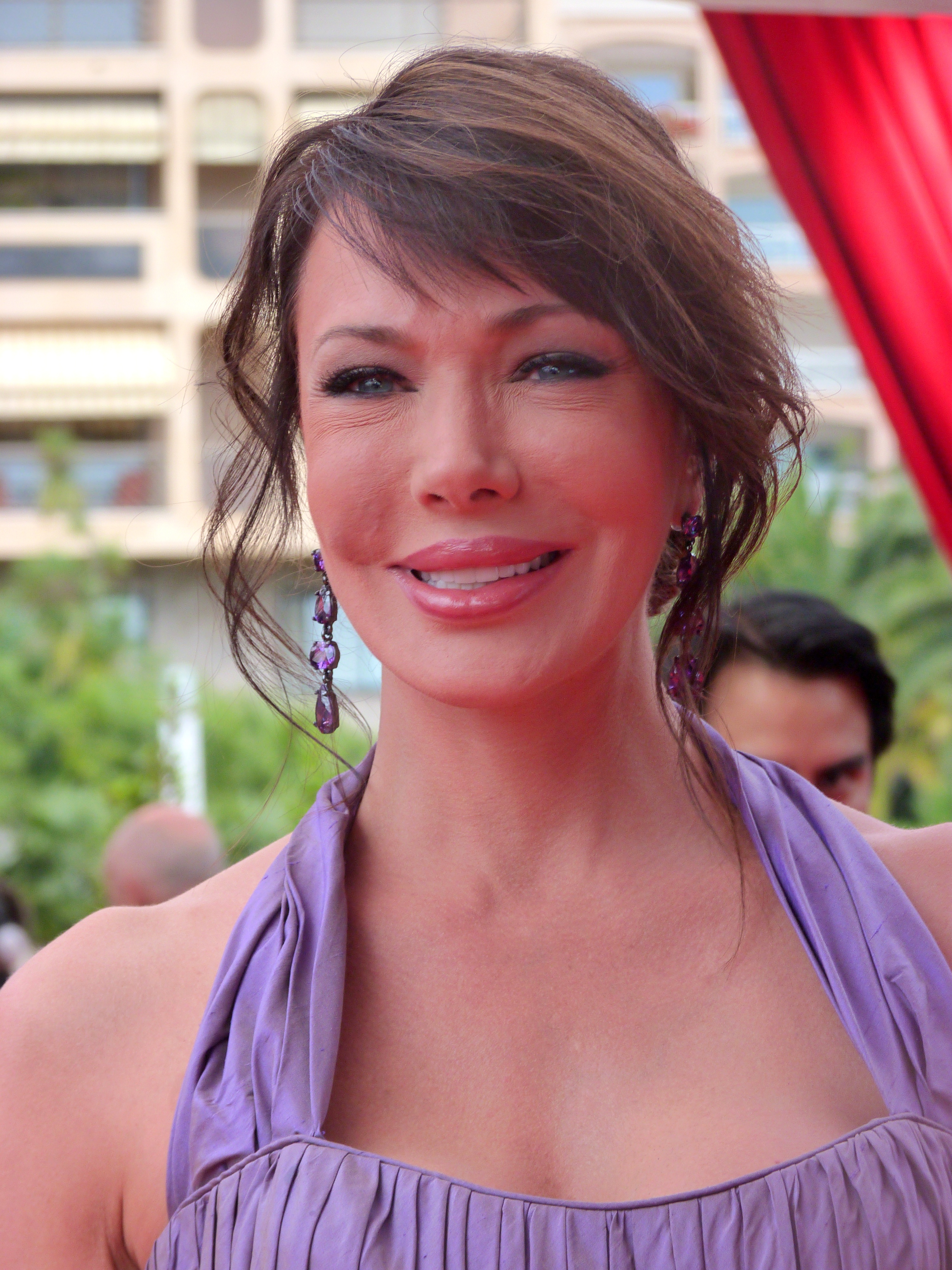
Hunter Tylo
geboren in 1962

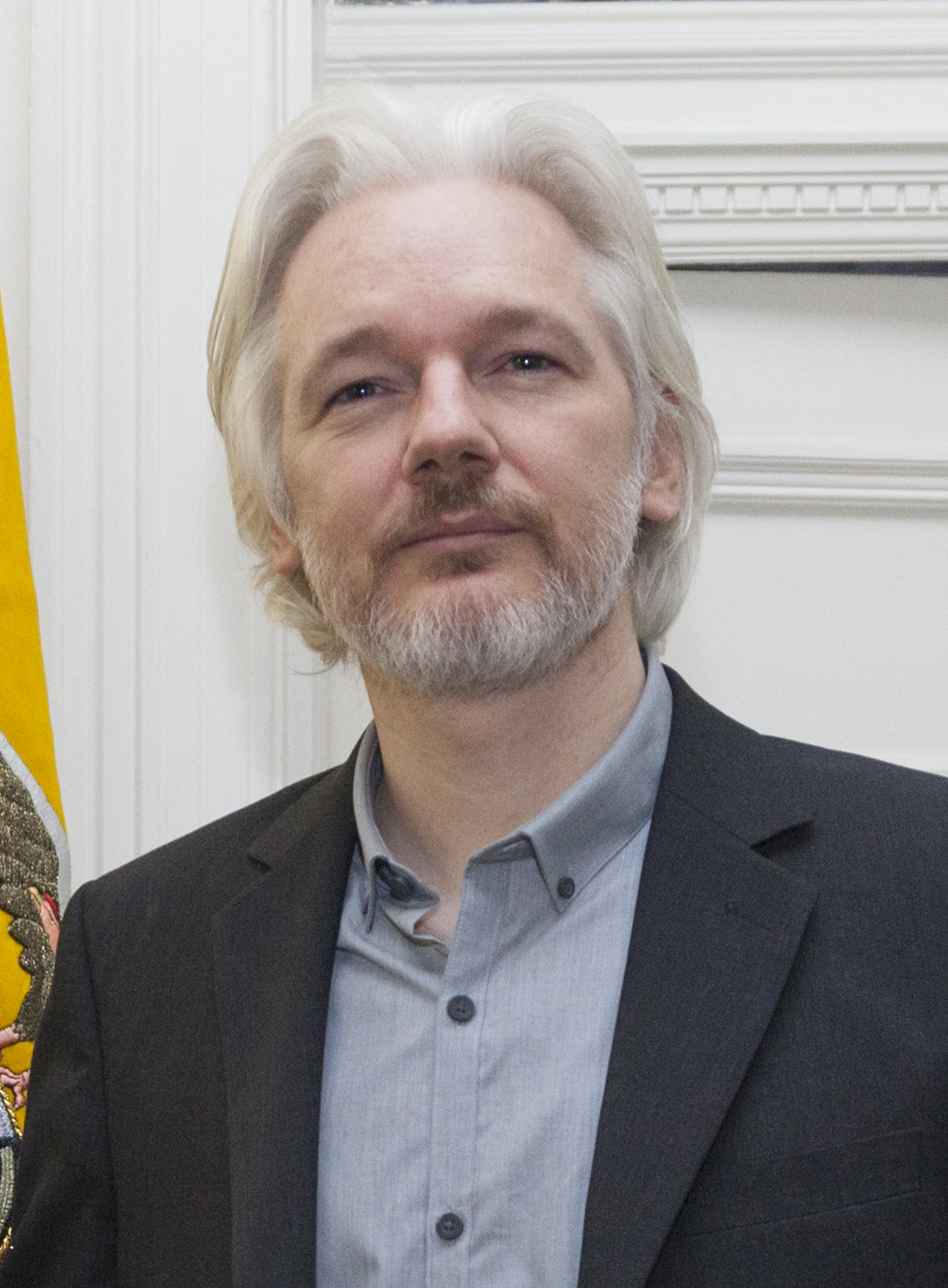
Julian Assange
geboren in 1971

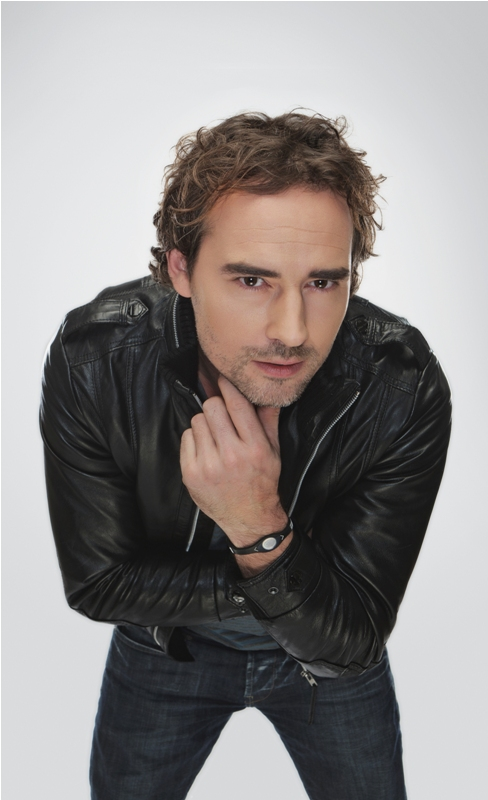
Jeroen Nieuwenhuize
geboren in 1972

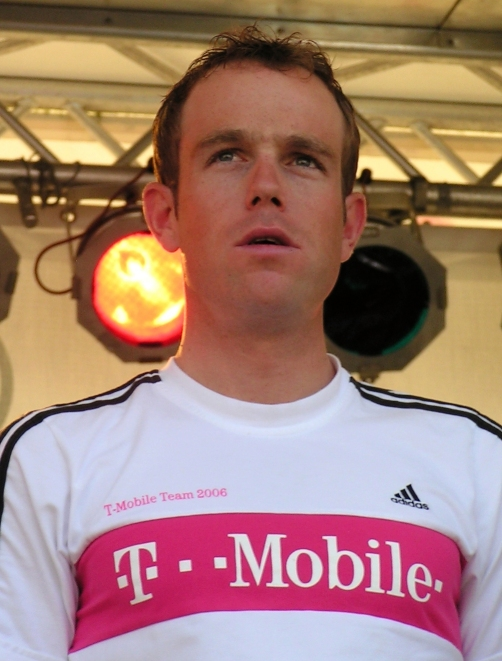
Kim Kirchen
geboren in 1978

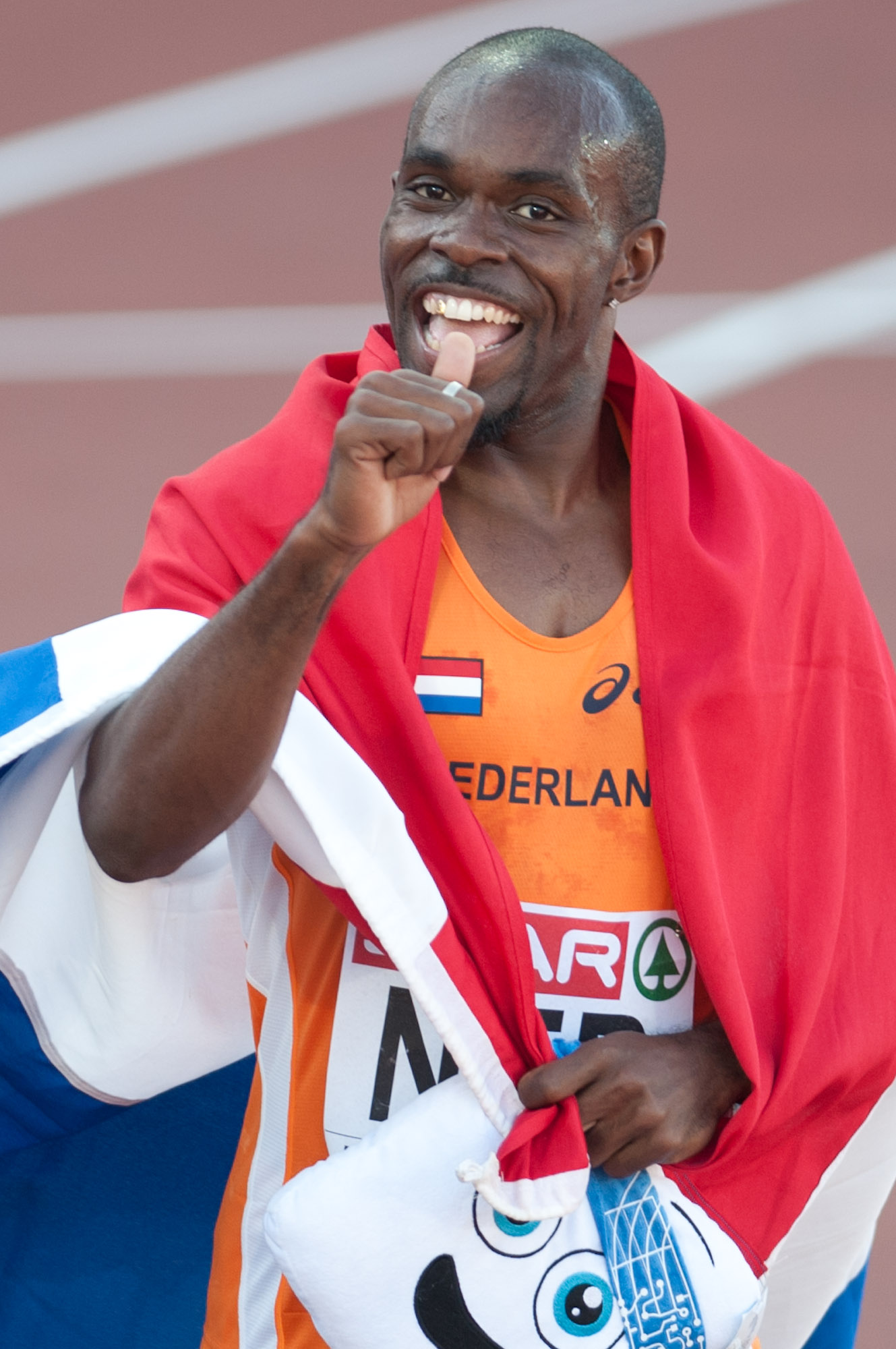
Churandy Martina
geboren in 1984

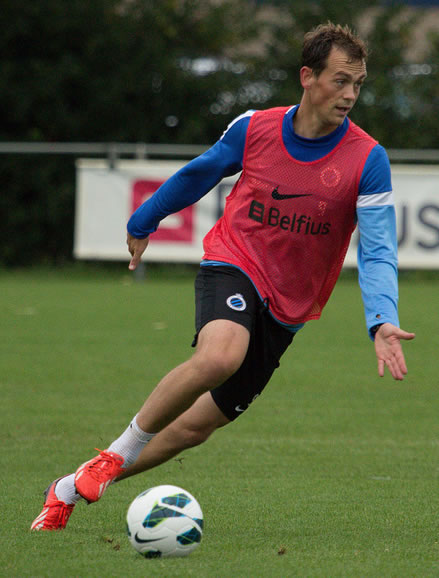
Tom De Sutter
geboren in 1985

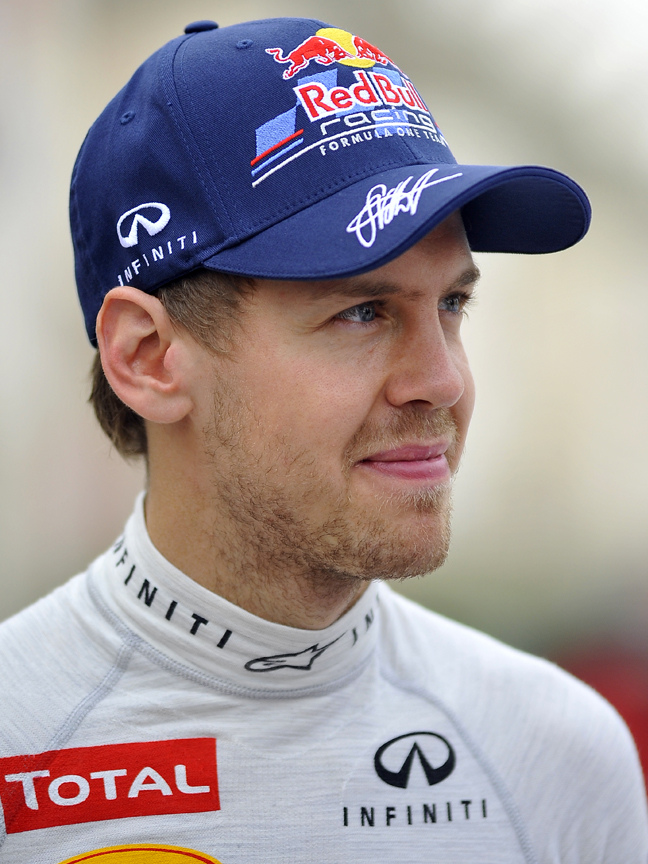
Sebastian Vettel
geboren in 1987

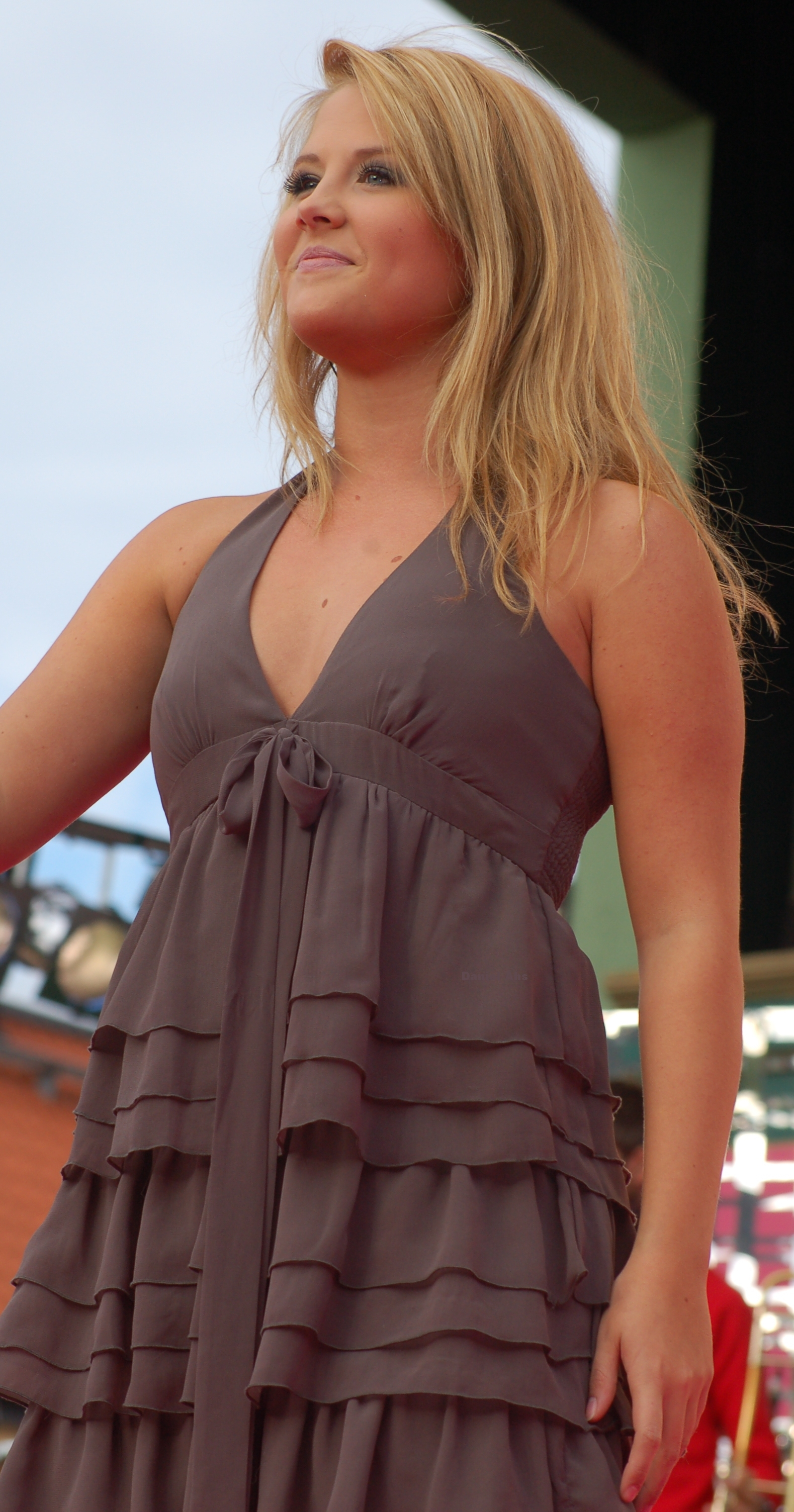
Molly Sandén
geboren in 1992

- 1421 - Giovanni di Cosimo de' Medici, jongste zoon van Cosimo de' Medici de Oude (overleden 1463)
- 1423 - Koning Lodewijk XI van Frankrijk (overleden 1483)
- 1442 - Go-Tsuchimikado, 103e keizer van Japan (overleden 1500)
- 1632 - Tielman van Gameren, Nederlands architect en ingenieur (overleden 1706)
- 1676 - Leopold I van Anhalt-Dessau, vorst van Anhalt-Dessau (overleden 1747)
- 1683 - Edward Young, Engels dichter (overleden 1765)
- 1738 - John Singleton Copley, Amerikaans schilder (overleden 1815)
- 1783 - Willem van Pruisen, Pruisisch militair en diplomaat (overleden 1851)
- 1814 - Joseph Sadoc Alemany, aartsbisschop van San Francisco (overleden 1888)
- 1818 - Johan Harmen Rudolf Köhler, Nederlands militair (overleden 1873)
- 1848 - Joseph d'Ursel, Belgisch politicus (overleden 1903)
- 1848 - Lothar von Trotha, Duits generaal (overleden 1920)
- 1853 - Jean Chrétien Baud, Nederlands jurist (overleden 1918)
- 1854 - Leoš Janáček, Tsjechisch componist (overleden 1928)
- 1870 - Paulin Ladeuze, Belgisch priester (overleden 1940)
- 1875 - Ferdinand Sauerbruch, Duits arts (overleden 1951)
- 1878 - George M. Cohan, Amerikaans entertainer (overleden 1942)
- 1879 - Alfred Korzybski, Pools taalkundige (overleden 1950)
- 1880 - Willem Hunsche, Nederlands acteur en komiek (overleden 1934)
- 1882 - Dirk Lotsij, Nederlands voetballer (overleden 1965)
- 1883 - Franz Kafka, Tsjechisch schrijver (overleden 1924)
- 1885 - Barthold Arnold van der Sluijs, Nederlands NSB-burgemeester (overleden 1945)
- 1887 - Hendrika Johanna van Leeuwen, Nederlands natuurkundige (overleden 1974)
- 1895 - Irina Aleksandrovna Romanova, prinses van Rusland (overleden 1970)
- 1896 - Heliodoro Charis, Mexicaans militair (overleden 1964)
- 1896 - Jose Cojuangco sr., Filipijns politicus en grootgrondbezitter (overleden 1976)
- 1899 - Ludwig Guttmann, Duits neuroloog (overleden 1980)
- 1900 - Alessandro Blasetti, Italiaans filmregisseur (overleden 1987)
- 1901 - Ruth Crawford Seeger, Amerikaans componiste (overleden 1953)
- 1903 - Willem ten Berge, Nederlands dichter (overleden 1969)
- 1903 - Irénée Séguret, Frans Martinist (overleden 1992)
- 1906 - Fernand Dehousse, Belgisch politicus (overleden 1976)
- 1906 - Alberto Lleras Camargo, Colombiaans politicus en diplomaat (overleden 1990)
- 1906 - George Sanders, Brits acteur (overleden 1972)
- 1906 - Horia Sima, Roemeens fascistisch leider (overleden 1993)
- 1907 - Arthur Staal, Nederlands architect (overleden 1993)
- 1911 - Henk Korthals, Nederlands liberaal politicus (overleden 1976)
- 1914 - Charles de Bock, voetballer, voetbaltrainer en hockeytrainer (overleden 1975)
- 1914 - Carl Scarborough, Amerikaans autocoureur (overleden 1953)
- 1920 - Eddy Paape, Belgisch stripauteur (overleden 2012)
- 1920 - Liane Soudan, Belgisch zangeres (overleden 2006)
- 1921 - Susan Peters, Amerikaans actrice (overleden 1952)
- 1922 - Theo Brokmann jr., Nederlands voetballer (overleden 2003)
- 1922 - Corneille (Guillaume Cornelis Beverloo), Nederlands kunstschilder en beeldhouwer (overleden 2010)
- 1923 - Charles Hernu, Frans politicus (overleden 1990)
- 1924 - Sellapan Ramanathan, Singaporees politicus (overleden 2016)
- 1925 - Isabelle van Aldenburg Bentinck, Duits gravin (overleden 2013)
- 1927 - Ken Russell, Brits filmregisseur (overleden 2011)
- 1928 - Sirppa Sivori-Asp, Fins actrice, zangeres, regisseuse en poppenspeelster (overleden 2006)
- 1930 - Ronnell Bright, Amerikaans jazzzanger, -componist en -arrangeur (overleden 2021)
- 1930 - Carlos Kleiber, Duits dirigent (overleden 2004)
- 1930 - Jan Louwers, Nederlands voetballer (overleden 2012)
- 1931 - Andreas Burnier, Nederlands schrijfster (overleden 2002)
- 1932 - Alexander Schalck-Golodkowski, Oost-Duits politicus (overleden 2015)
- 1933 - Max von Baden, Duits ondernemer en hertog (overleden 2022)
- 1933 - José Romeiro Cardoso Neto (Romeiro), Braziliaans voetballer (overleden 2008)
- 1933 - Lidy Stoppelman, Nederlands kunstschaatsster
- 1934 - Stefan Abadzjiev, Bulgaars voetballer (overleden 2024)
- 1935 - Wil Hulshof-van Montfoort, Nederlands atlete (overleden 2025)
- 1935 - Harrison Schmitt, Amerikaans astronaut
- 1937 - Tom Stoppard, Tsjechisch-Brits toneelschrijver
- 1938 - Sjaak Swart, Nederlands voetballer
- 1938 - George Verwer, Amerikaans-Brits zendeling en schrijver (overleden 2023)
- 1939 - László Kovács, Hongaars politicus
- 1939 - Angelo Benedicto Sormani, Braziliaans voetballer
- 1939 - K.K. Usha, Indiaas rechter (overleden 2020)
- 1939 - Willy Vanden Berghen, Belgisch wielrenner (overleden 2022)
- 1939 - Jan van Munster, Nederlands kunstenaar (overleden 2024)
- 1940 - Lamar Alexander, Amerikaans politicus
- 1940 - Jerzy Buzek, Pools universitair docent en politicus
- 1940 - Michael Cole Amerikaans acteur (overleden 2024)
- 1940 - Lance Larson, Amerikaans zwemmer (overleden 2024)
- 1940 - Peer Raben, Duits componist (overleden 2007)
- 1940 - Mario Zanin, Italiaans wielrenner
- 1941 - Ray McCullough, Noord-Iers motorcoureur
- 1941 - Liamine Zéroual, Algerijns president en militair
- 1942 - Kevin Johnson, Australisch singer-songwriter
- 1942 - Alexandra Radius, Nederlands balletdanseres
- 1942 - Lonnie Smith, Amerikaans jazzorganist (overleden 2021)
- 1943 - Judith Durham, Australisch zangeres, songwriter en muzikante (overleden 2022)
- 1943 - Kurtwood Smith, Amerikaans acteur
- 1944 - Joeri Istomin, Sovjet-voetballer (overleden 1999)
- 1945 - Michael Cole, Amerikaans acteur
- 1946 - Bolo Yeung (Yang Sze), Chinees acteur en beoefenaar van zelfverdedigingskunsten
- 1947 - David Alexander, Amerikaans bassist (overleden 1975)
- 1947 - Mike Burton, Amerikaans zwemmer
- 1947 - Grethe Kausland, Noors zangeres en actrice (overleden 2007)
- 1947 - Rob Rensenbrink, Nederlands voetballer (overleden 2020)
- 1947 - Top Topham, Brits rock- en bluesgitarist (overleden 2023)
- 1949 - Viktor Koeprejtsjik, Russisch schaakgrootmeester (overleden 2017)
- 1949 - Viktor Kolotov, Sovjet voetballer en trainer (overleden 2000)
- 1951 - Jean-Claude Duvalier, president-dictator van Haïti (overleden 2014)
- 1952 - Laura Branigan, Amerikaans zangeres (overleden 2004)
- 1952 - Rob Overkleeft, Nederlands voetbalscheidsrechter
- 1953 - Duffy Jackson, Amerikaans jazzmusicus (overleden 2021)
- 1954 - John Jaakke, Nederlands jurist en sportbestuurder
- 1954 - Mart Nooij, Nederlands voetbalcoach
- 1955 - Bruce Altman, Amerikaans acteur
- 1956 - Vincent Margera, Amerikaans televisiepersoonlijkheid (overleden 2015)
- 1956 - Henri Paul, Frans hotelmedewerker, chauffeur bij dodelijk ongeval Diana Spencer (overleden 1997)
- 1958 - Erik van den Muijzenberg, Nederlands internetcolumnist en republikein
- 1959 - Jolanda Homminga, Nederlands atlete
- 1960 - Vince Clarke, Brits muzikant
- 1960 - Jorge Contreras, Chileens voetballer en voetbalcoach
- 1961 - Dominique Gaigne, Frans wielrenner
- 1961 - Pedro Romeiras, Portugees danser
- 1962 - Tom Cruise, Amerikaans acteur
- 1962 - Han van Eijk, Nederlands zanger
- 1962 - Thomas Gibson, Amerikaans acteur
- 1962 - Hunter Tylo, Amerikaans actrice
- 1963 - Tracey Emin, Brits kunstenares
- 1963 - Markus Oestreich, Duits autocoureur
- 1964 - Cor Fuhler, Nederlands-Australisch improvisator en componist van experimentele elektronische muziek (overleden 2020)
- 1964 - Yeardley Smith, Amerikaans actrice en stemactrice
- 1965 - Robert de la Haye, Nederlands acteur
- 1965 - Connie Nielsen, Deens actrice
- 1966 - Daniel Plaza, Spaans atleet
- 1969 - Andrea Vatteroni, Italiaans wielrenner
- 1970 - Vasili Davidenko, Russisch wielrenner
- 1970 - Serhij Hontsjar, Oekraïens wielrenner
- 1970 - Yona Kosashvili, Israëlisch schaakgrootmeester
- 1970 - David Plaza, Spaans wielrenner
- 1970 - Teemu Selänne, Fins ijshockeyer
- 1971 - Julian Assange, Australisch journalist en internetactivist
- 1972 - Jeroen Nieuwenhuize, Nederlands radio-dj
- 1973 - Aasmund Bjørkan, Noors voetballer en voetbalcoach
- 1973 - Jorge Andrés Boero, Argentijns motorcoureur (overleden 2012)
- 1973 - Orhan Kaya, Turks-Nederlands politicus
- 1974 - Loek Peters, Nederlands acteur
- 1975 - Lee Bradbury, Engels voetballer
- 1975 - Margje Fikse, Nederlands televisiepresentatrice en journaliste
- 1977 - Dejan Bojkov, Bulgaars schaker
- 1977 - Gijs Cales, Nederlands voetballer
- 1977 - Kurt Elshot, Nederlands voetballer
- 1977 - Mazen al-Hamada, Syrisch activist (overleden 2024)
- 1977 - Natascha Keller, Duits hockeyster
- 1977 - Kees-Jan van der Klooster, Nederlands paralympisch sporter
- 1978 - Camiel van den Bergh, Nederlands wielrenner
- 1978 - Kim Kirchen, Luxemburgs wielrenner
- 1978 - Mizuki Noguchi, Japans atlete
- 1979 - Dean Podgornik, Sloveens wielrenner
- 1979 - Ludivine Sagnier, Frans actrice
- 1980 - Jenny Jones, Brits snowboardster
- 1980 - Tomáš Oravec, Slowaaks voetballer
- 1980 - Roland Mark Schoeman, Zuid-Afrikaans zwemmer
- 1981 - Fajah Lourens, Nederlands actrice
- 1981 - Evgeny Postny, Israëlisch schaakgrootmeester
- 1982 - Sergej Firsanov, Russisch wielrenner
- 1982 - José Manuel Pérez-Aicart, Spaans autocoureur
- 1982 - Manon van Rooijen, Nederlands zwemster
- 1983 - Dorota Masłowska, Pools schrijfster
- 1983 - Ludo van der Plaat, Nederlands atleet
- 1984 - Michael Agazzi, Italiaans voetballer
- 1984 - Stacey Cook, Amerikaans alpineskiester
- 1984 - Vicky Jolling, Belgisch presentatrice
- 1984 - Sofia Maccari, Argentijns hockeyster
- 1984 - Churandy Martina, Curaçaos/Nederlands atleet
- 1984 - Nicolas Roche, Iers-Frans wielrenner
- 1984 - Sandrine Van Handenhoven, Belgisch zangeres
- 1985 - Tom De Sutter, Belgisch voetballer
- 1985 - Jure Šinkovec, Sloveens schansspringer
- 1985 - Zachar Jefimjenko, Oekraïens schaakgrootmeester
- 1986 - Valeri Bortsjin, Russisch atleet
- 1986 - Robina Muqim Yaar, Afghaans atlete
- 1986 - Ola Toivonen, Zweeds voetballer
- 1986 - Óscar Ustari, Argentijns voetbaldoelman
- 1987 - Chad Broskey, Amerikaans acteur
- 1987 - Benoît Costil, Frans voetballer
- 1987 - Stian Paulsen, Noors autocoureur
- 1987 - Jan-Philipp Rabente, Duits hockeyer
- 1987 - Roeslan Tleoebajev, Kazaks wielrenner
- 1987 - Hanna Vandenbussche, Belgisch atlete
- 1987 - Sebastian Vettel, Duits autocoureur
- 1988 - Linda Bolder, Nederlands judoka
- 1988 - Anssi Koivuranta, Fins schansspringer
- 1988 - Miguel Ángel López, Spaans atleet
- 1988 - Winston Reid, Nieuw-Zeelands voetballer
- 1988 - James Troisi, Australisch voetballer
- 1989 - Pim Cazemier, Nederlands schaatser en wielrenner
- 1989 - Kevin van Diermen, Nederlands voetballer
- 1989 - Kourosh Khani, Iraans autocoureur
- 1989 - Elle King, Amerikaans zangeres
- 1989 - Jocelyne Lamoureux, Amerikaans ijshockeyster
- 1989 - Monique Lamoureux, Amerikaans ijshockeyster
- 1989 - Olga Prokuronova, Tsjechisch kunstschaatsster
- 1990 - Fabio Aru, Italiaans wielrenner
- 1990 - Alison Riske, Amerikaans tennisster
- 1991 - Peggy Gou, Zuid-Koreaans dj en muziekproducent
- 1991 - Will Grigg, Noord-Iers voetballer
- 1991 - Eero Markkanen, Fins voetballer
- 1992 - Norbert Gyömbér, Slowaaks voetballer
- 1992 - Maureen Koster, Nederlands atlete
- 1992 - Molly Sandén, Zweeds zangeres
- 1992 - Jennifer Welts, Nederlands actrice en fotomodel
- 1993 - Mihkel Räim, Estisch wielrenner
- 1995 - Daniele Bagozza, Italiaans snowboarder
- 1995 - Felipe Fraga, Braziliaans autocoureur
- 1995 - Derrick Luckassen, Nederlands voetballer
- 1997 - Jeremy Helmer, Nederlands voetballer
- 1997 - Lukas Müllauer, Oostenrijks freestyleskiër
- 1998 - Pedro Piquet, Braziliaans autocoureur
- 1998 - Callan Rydz, Engels darter
- 1999 - Bas Takken, Nederlands Paralympisch zwemmer
- 2000 - Mikkel Damsgaard, Deens voetballer
- 2000 - Andreas Estner, Duits autocoureur
- 2000 - Nicole Panis, Nederlands voetbalster
- 2001 - Promise David, Canadees voetballer
- 2006 - Amelie Hoendermis, Nederlands voetbalster

## Overleden

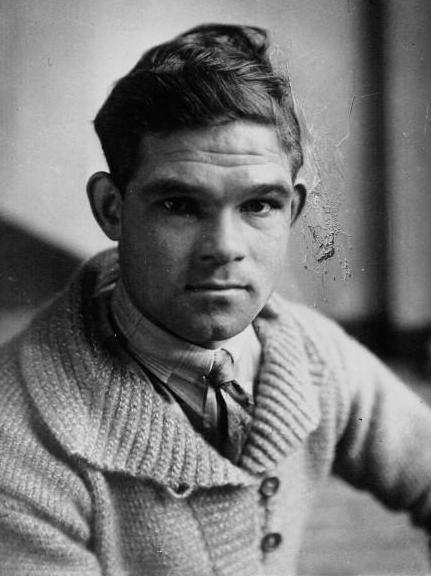
Gaston Rebry
overleden in 1953

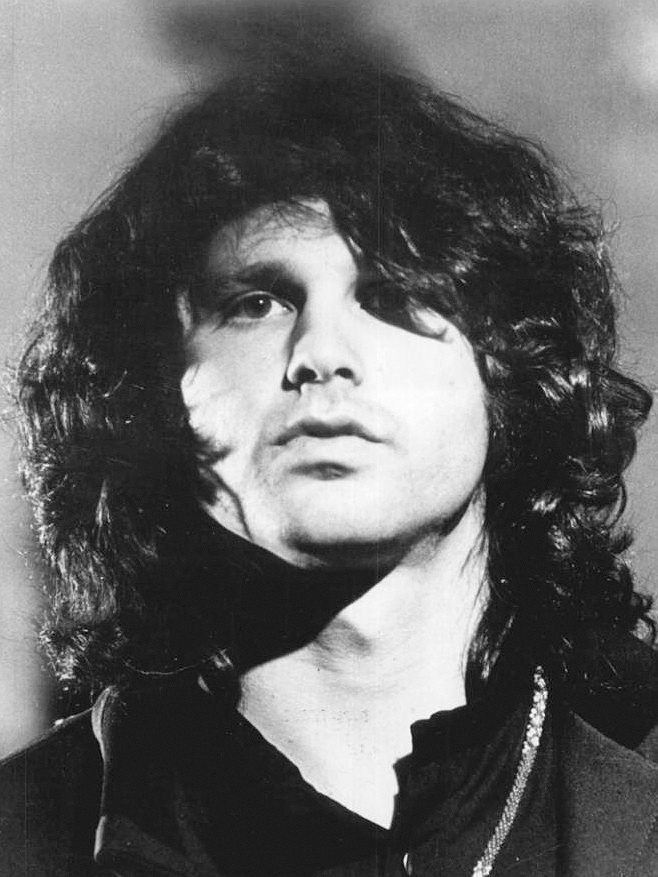
Jim Morrison
overleden in 1971

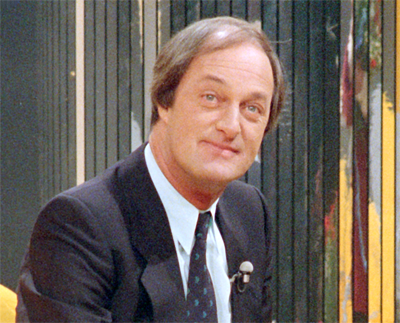
Pim Jacobs
overleden in 1996

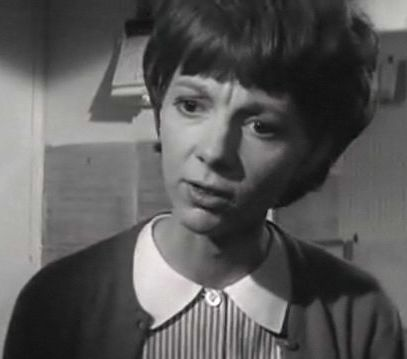
Anna Massey
overleden in 2011

- 458 - Anatolius, patriarch van Constantinopel
- 683 - Leo II, paus van de Rooms-Katholieke Kerk
- 1503 - Pierre d'Aubusson (80), 40ste grootmeester van de Orde van Sint Jan van Jeruzalem
- 1570 - Aonio Paleario, Italiaans kerkhervormer
- 1623 - Claes Michielsz Bontenbal (47/48), Nederlands samenzweerder tegen prins Maurits
- 1642 - Maria de' Medici (69), koningin van Frankrijk
- 1812 - Elisabeth Maria Post (56), Nederlands schrijfster
- 1834 - Jean-Baptiste Nompère de Champagny, (75), Frans admiraal en politicus
- 1858 - Aleksandr Ivanov (51), Russisch schilder
- 1877 - James Enslie (82), Nederlands militair en technocratisch politicus
- 1904 - Theodor Herzl (44), Joods-Oostenrijks journalist, publicist en stichter van het zionisme
- 1918 - Mehmet V (73), sultan van het Osmaanse rijk
- 1930 - Nap de la Mar (52), Nederlands acteur en regisseur
- 1933 - Hipólito Yrigoyen (80), president van Argentinië
- 1934 - Robert Käslin (62), Zwitsers politicus
- 1934 - Prins Hendrik (58), echtgenoot van Koningin Wilhelmina
- 1934 - Antoon Jozef Witteryck (69), Belgisch uitgever
- 1935 - André Citroën (57), Frans autoproducent
- 1940 - Leonhard Seiderer (44), Duits voetballer
- 1940 - Bartholomeus Adrianus Verhallen (69), Nederlands componist, dirigent en musicus
- 1953 - Gaston Rebry (48), Belgisch wielrenner
- 1955 - Wim Braams (63), Nederlands atleet
- 1957 - Judy Tyler (24), Amerikaans actrice
- 1963 - Louis Jean Marie Feber (78), Nederlands politicus en schrijver
- 1966 - Kees Boeke (81), Nederlands pedagoog
- 1969 - Brian Jones (27), Brits rockmuzikant
- 1971 - Emiel Carbon (106), Belgisch eeuweling
- 1971 - Jim Morrison (27), Amerikaans zanger
- 1976 - Han Bentz van den Berg (58), Nederlands acteur en regisseur
- 1977 - Michel Vanderbauwhede (76), Belgisch voetballer
- 1979 - Louis Durey (91), Frans componist
- 1983 - Catrinus Mak (83), Nederlands predikant
- 1992 - Jaap Valkhoff (81), Nederlands musicus, componist en tekstschrijver
- 1996 - Joekie Broedelet (92), Nederlands actrice
- 1996 - Pim Jacobs (61), Nederlands pianist en televisiepresentator
- 1999 - Sjeng Kraft (74), Nederlands accordeonist, componist van musette en carnavalsmuziek
- 2000 - Kemal Sunal (55), Turks acteur
- 2001 - Johnny Russell (61), Amerikaans countryzanger en songwriter
- 2004 - Andrijan Nikolajev (84), Russisch kosmonaut
- 2004 - Freddy de Vree (64), Belgisch schrijver
- 2005 - Pierre Michelot (77), Frans jazzbassist
- 2006 - Dicky Schulte Nordholt (52), Nederlands basgitarist
- 2006 - Jacob Tol (91), Nederlands priester
- 2007 - Claude Pompidou (94), weduwe van de Franse oud-president Georges Pompidou
- 2007 - Boots Randolph (80), Amerikaans saxofonist
- 2007 - Herman Smitshuijzen (86), Nederlands zwemmer
- 2008 - Jan Charisius (82), Nederlands wielrenner, schaatser en sportbestuurder
- 2008 - Larry Harmon (83), Amerikaans entertainer
- 2009 - John A. Keel (79), Amerikaans journalist en ufoloog
- 2009 - Nol Maassen (86), Nederlands ambtenaar en politicus
- 2010 - Perry Dijkstra (72), Nederlands auteur, acteur en theatermaker
- 2011 - Anna Massey (73), Brits actrice
- 2012 - Andy Griffith (86), Amerikaans acteur
- 2013 - Radu Vasile (70), Roemeens politicus
- 2014 - Volkmar Groß (66), Duits voetbaldoelman
- 2015 - Diana Douglas (92), Amerikaans actrice
- 2015 - Goran Gogić (29), Servisch voetballer
- 2015 - Amanda Peterson (43), Amerikaans actrice
- 2015 - Jacques Sernas (89), Litouws-Frans acteur
- 2015 - Franz-Josef Wolfframm (80), Duits voetballer
- 2016 - Roger Dumas (84), Frans acteur
- 2016 - Mitch Fenner (70), Brits turncoach
- 2016 - Noel Neill (95), Amerikaans actrice
- 2017 - Tom Blom (70), Nederlands presentator
- 2017 - José Luis Cuevas (83), Mexicaans tekenaar, kunstschilder en beeldhouwer
- 2017 - Paolo Villaggio (84), Italiaans acteur, regisseur en schrijver
- 2018 - Nellie Jacobs-Aarts (75), Nederlands burgemeester
- 2018 - Robby Müller (78), Nederlands cameraman
- 2018 - Boris Orlov (73), Russisch turncoach
- 2019 - Mitsuo Itoh (82), Japans motorcoureur
- 2021 - Richard Domba Mady (68), Congolees bisschop
- 2021 - Ted Nash (88), Amerikaans roeier
- 2021 - Joris Schouten (94), Nederlands politicus
- 2021 - Henk Tennekes (84), Nederlands meteoroloog en hoogleraar
- 2022 - Robert Curl (88), Amerikaans scheikundige en Nobelprijswinnaar
- 2022 - Wiro Fagel (87), Nederlands abt
- 2023 - Ingrid De Putter (66), Belgisch journaliste
- 2023 - Mo Foster (78), Brits basgitarist
- 2025 - Diogo Jota (28), Portugees voetballer
- 2025 - Dany Lademacher (75), Belgisch gitarist
- 2025 - Michael Madsen (67), Amerikaans acteur
- 2025 - David Mabuza (64), Zuid-Afrikaans politicus
- 2025 - Jacques Marinelli (99), Frans wielrenner
- 2025 - Peter Rufai (61), Nigeriaans voetballer

## Viering/herdenking
- Rooms-Katholieke Kerk:

De ongelovige Thomas, geschilderd door Caravaggio

  - Heilige Thomas (apostel), patroon van architecten en aannemers († c. 72) - Feest
  - Heilige Leo II († 683)
  - Heilige Anatolius van Laodicea († 283)
  - Heilige Anatolius van Constantinopel († 458)
  - Heilige Guthago van Brugge († 8e eeuw)
  - Zalige Raimundus Lullus († 1315/1316)
- Onafhankelijkheidsdag Wit-Rusland (sinds 1990)

## Weerextremen

### Nederland
| | Officiële records | Officiële records | Officiële records |      | Landelijke records | Landelijke records | Landelijke records  |
| Gebeurtenis | Jaar              | Extreem           | Locatie           | Jaar | Extreem            | Locatie            |                     |
| --- | ----------------- | ----------------- | ----------------- | ---- | ------------------ | ------------------ | ------------------- |
| Laagste etmaalgemiddelde temperatuur (°C) | 1911              | 10,8              | De Bilt           |      | 1962               | 10,4               | Twenthe             |
| Hoogste etmaalgemiddelde temperatuur (°C) | 1976              | 26,3              | De Bilt           |      | 1976               | 27,5               | Maastricht          |
| Laagste minimumtemperatuur (°C) | 1907              | 2,4               | De Bilt           |      | 1907               | 2,4                | De Bilt             |
| Hoogste minimumtemperatuur (°C) | 1953, 2009        | 17,7              | De Bilt           |      | 1976 2006          | 19,5 19,5          | IJmuiden De Kooy    |
| Laagste maximumtemperatuur (°C) | 1962              | 14,4              | De Bilt           |      | 1918 1962          | 12,7 12,7          | De Kooy Leeuwarden  |
| Hoogste maximumtemperatuur (°C) | 1976              | 34,9              | De Bilt           |      | 1976               | 36,7               | Volkel              |
| Hoogste uurgemiddelde windsnelheid (m/s) | 1952              | 12,9              | De Bilt           |      | 1974               | 20,1               | IJmuiden            |
| Hoogste windstoot (m/s) | 1957              | 26,8              | De Bilt           |      | 2023               | 33,0               | Vlieland            |
| Langste zonneschijnduur (uur) | 2018              | 15,3              | De Bilt           |      | 2018               | 15,7               | Berkhout, De Kooy   |
| Langste neerslagduur (uur) | 2002              | 16,6              | De Bilt           |      | 2002               | 16,7               | Deelen              |
| Hoogste etmaalsom van de neerslag (mm) | 1952              | 52,2              | De Bilt           |      | 1952               | 52,2               | De Bilt             |
| Laagste etmaalgemiddelde relatieve vochtigheid (%) | 1976              | 44                | De Bilt           |      | 1976               | 35                 | Deelen              |
| Laagste uurwaarde luchtdruk op zeeniveau (hPa) | 1988              | 990,0             | De Bilt           |      | 1988               | 989,4              | Leeuwarden          |
| Hoogste uurwaarde luchtdruk op zeeniveau (hPa) | 1933              | 1032,3            | De Bilt           |      | 1933               | 1032,8             | De Kooy, Vlissingen |
| Officiële records worden altijd gemeten op het KNMI-weerstation in De Bilt. Landelijke records kunnen worden gemeten op elk officieel KNMI-weerstation in Nederland. |                   |                   |                   |      |                    |                    |                     |

Uitzonderlijke gebeurtenissen
- 1907 - Officieel maandrecord laagste minimumtemperatuur in °C van juli gemeten in De Bilt: 2,4
- 2009 - Officieel hoogste minimumtemperatuur in °C van het jaar gemeten in De Bilt: 17,7

### België
Dagrecords
- 1907 - Laagste etmaalgemiddelde temperatuur 11,2 °C
- 1976 - Hoogste etmaalgemiddelde temperatuur 26,7 °C
- 1921 - Laagste minimumtemperatuur 5 °C
- 1976 - Hoogste maximumtemperatuur 36,7 °C[10]
- 1952 - Hoogste etmaalsom van de neerslag 51,1 mm. Dit is de natste dag ooit in de maand juli.

Uitzonderlijke gebeurtenissen
- 1950 - Tornado veroorzaakt aanzienlijke schade in de streek van Charleroi.
- 1952 - Hagelbollen tot 8 cm op bepaalde plaatsen. 83 mm neerslag in Oorderen (Antwerpen)
- 1976 - Maximumtemperatuur tot 36,4 °C in Leopoldsburg en 36,7 °C in Ukkel.
- 1995 - Plaatselijk vallen er hagelstenen tot 5 cm tijdens onweders over de provincies Limburg en Antwerpen.
- 2009 - In Ukkel daalt de minimumtemperatuur niet onder 20,5 °C.

<< · 1 · 2 · 3 · 4 · 5 · 6 · 7 · 8 · 9 · 10 · 11 · 12 · 13 · 14 · 15 · 16 · 17 · 18 · 19 · 20 · 21 · 22 · 23 · 24 · 25 · 26 · 27 · 28 · 29 · 30 · 31 · >>